# Testa di ponte
Testa di ponte è un'espressione della terminologia militare che indica una zona di territorio di ampiezza limitata, occupata da una forza militare all'interno dell'area controllata dal nemico, e che si trova al di là di un ostacolo naturale (tipicamente un corso d'acqua o un lago) o artificiale (ad esempio un campo minato o una zona contaminata da aggressivi NBC); la testa di ponte viene conquistata da un'aliquota ridotta di truppe d'assalto al fine di stabilire le basi e le sistemazioni logistiche per il successivo sviluppo delle operazioni belliche oltre l'ostacolo attraversato.
L'esempio tipico di testa di ponte è quella stabilita attraverso un fiume: a partire da una delle rive, un gruppo d'assalto valica il corso d'acqua tramite imbarcazioni leggere o mezzi anfibi e stabilisce una postazione difensiva sulla riva opposta controllata dal nemico; stabilito un perimetro più o meno fortificato, di solito con andamento semicircolare attorno al punto di sbarco, il gruppo d'assalto proteggerà quindi dalle controffensive nemiche la predisposizione di un più solido sistema di passaggio del corso d'acqua (tipicamente tramite la costruzione di uno o più ponti, da cui il nome di "testa di ponte") sfruttabile dal resto dell'esercito per portare avanti le operazioni.
"Testa di ponte" può anche designare le fortificazioni, permanenti o temporanee, allestite a una o entrambe le estremità di un ponte per proteggerne l'accesso da azioni del nemico; "testa di ponte" è anche usato per designare l'area di costa conquistata da una forza da sbarco anfibia lungo il litorale controllato dal nemico e sfruttata in seguito dal resto delle forze d'attacco per penetrare nelle regioni dell'interno, per quanto in questo caso sia più appropriato il termine "testa di sbarco". 
In generale si utilizza l'espressione "testa di ponte", in chiave metaforica, per indicare un nucleo coerente di forze o elementi favorevoli sul quale appoggiarsi per introdursi in uno scenario strategico ritenuto complessivamente estraneo, ostile o scarsamente accessibile.
Dal punto di vista del marketing internazionale, acquisire una "testa di ponte" significa insinuarsi in un mercato estero mediante una strategia che permetta di gettare le basi necessarie a conoscere il suddetto mercato. Dalla testa di ponte l'impresa ottiene le risorse necessarie alla sua espansione sul territorio straniero.